# 惜薪司
惜薪司，明朝宦官四司之一，是專門職掌宮中火柴、木炭的機構。
惜薪司下設三個機構：熱火處，薪炭處，燒炕處。木炭產於易州（河北易縣）、涿州、通州、蓟州等地，用硬质木材烧制而成，燃烧耐久，不冒烟，運至燕京後，由紅蘿廠截短，外敷以紅土，名曰“紅蘿炭”，再由惜薪司分發至皇宮及二十四衙門。當時紅蘿廠稱之外廠，惜薪司稱內廠。
明武宗正德時，司禮監太監劉瑾權傾一時，賦予惜薪司特務職務，即內廠，權力更盛於東廠、西廠。正德五年（1510年）劉瑾失勢，內行廠被廢。
万历时，惜薪司人數大增，至“朝进一人，暮进一人”，致“几十倍于前”。
清顺治时十三衙门有惜薪司，康熙帝即位后，改惜薪司为内工部，属内务府，又改称营造司。

## 官制
- 掌印太监，一员；
- 总理，无定员；
- 佥书，无定员；
- 掌道，无定员；
- 掌司，无定员；
- 写字，无定员；
- 监工，无定员；
- 外厂、北厂、南厂、新南厂、新西厂各设佥书、监工，俱无定员。

## 人员

### 弘治时期
李质（司丞）

### 正德时期
孙和（左司）、
韩锡

### 嘉靖时期
高忠（掌印）

### 万历时期
杜茂

## 記載
- 《明清两代宫苑建置沿革图考》说，明代每年“用木炭二千六百八十六万斤”
- 沈榜《宛署杂记》載万历十八年（1590年）廷试，燒掉1000多斤木炭。